# ماشین تحریر

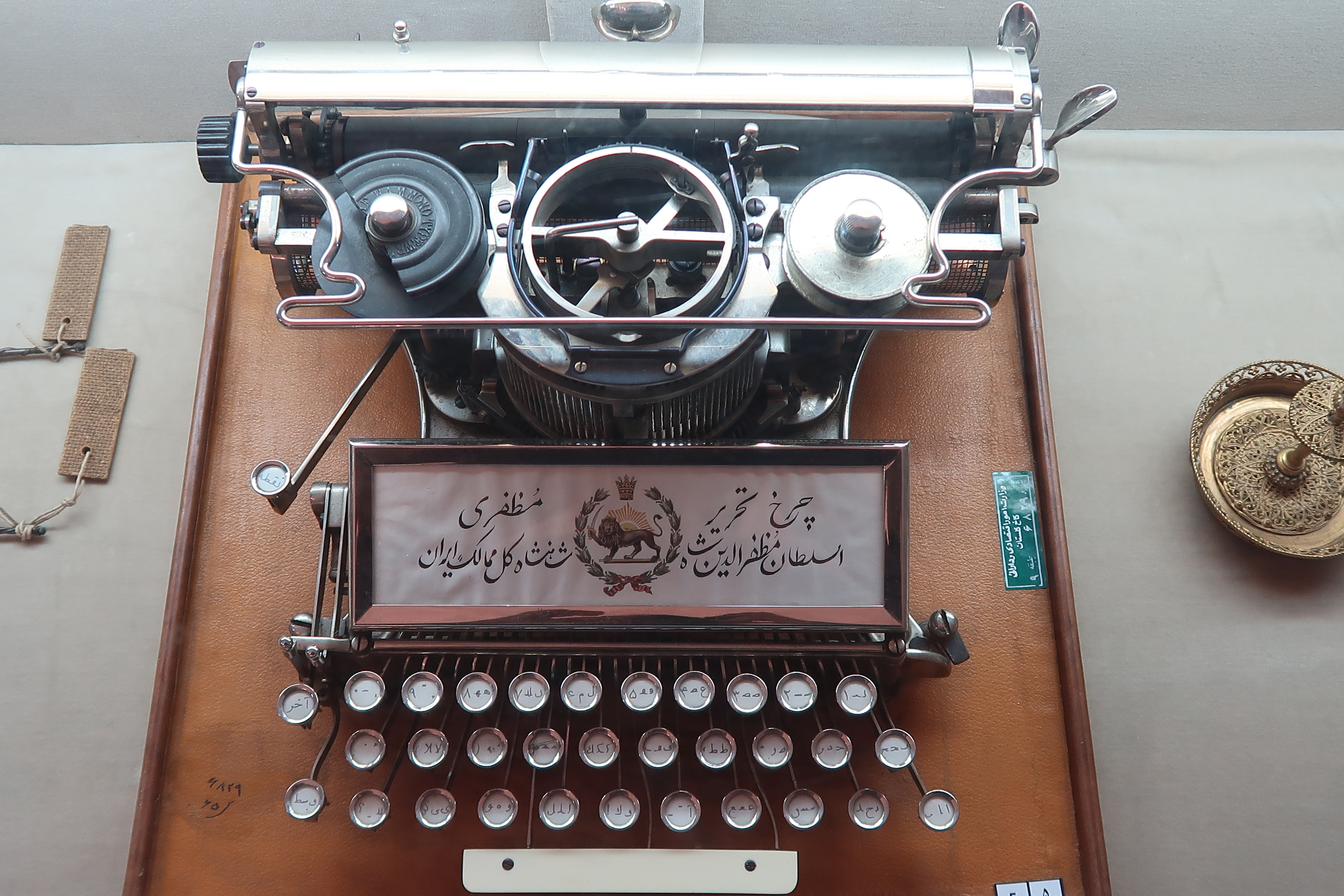
ماشین تحریر متعلق به مظفرالدین شاه قاجار

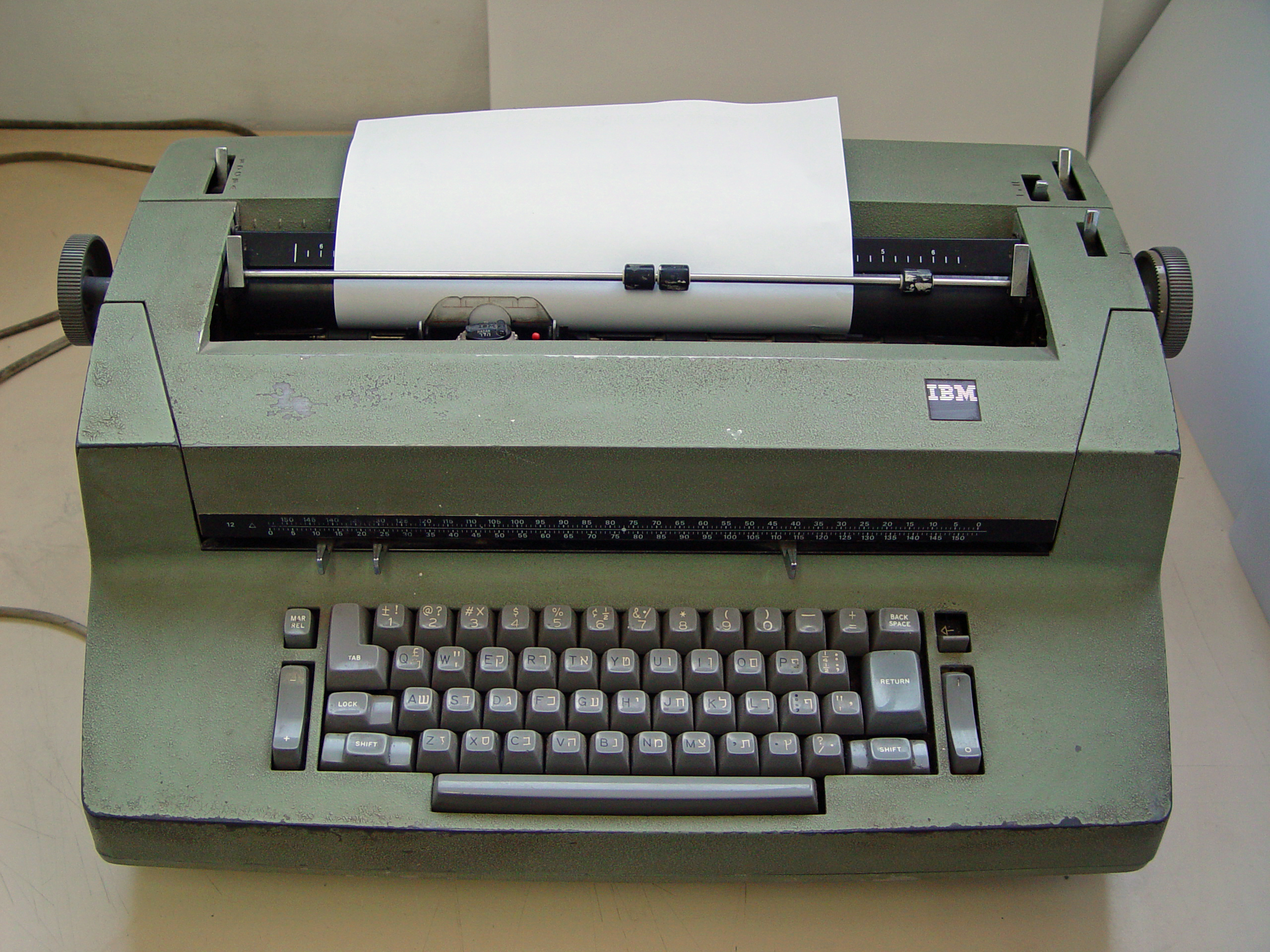
یک ماشین تحریر الکتریکی، ساخت شرکت IBM

ماشینِ تحریر (به فرانسوی: Machine à écrire) که در ایران قدیم به آن «چرخ تحریر» گفته‌می‌شد، یک ماشین مکانیکی یا الکتریکی برای تایپ‌کردن است که می‌توان با فشردن کلیدهای آن، حروف الفبا و سایر نویسه‌ها مانند نقطه، خط فاصله، رقم و غیره را روی کاغذی که در آن قرار داده می‌شود، به صورت مستقیم چاپ کرد. از سال ۱۸۷۰، که این دستگاه معرفی شد، تا اواخر سدهٔ بیستم، ماشین تحریر یکی از ابزارهای جدانشدنیِ دفاتر و ادارات و مشاغل مرتبط با نوشتن بود. از دهه ۱۹۸۰ به‌بعد، کم‌کم نرم‌افزارهای ویرایش‌گر متن که بر روی رایانه شخصی اجرا می‌شدند، باعث خروج ماشین‌های تحریر از بازار شدند. ماشین تحریر دستگاهی بود که در ورود زنان به دنیای کار و استقلال و خودکفابی آنان نقش مهمی داشت و ماجراهایی پیچیده را رقم زد.
شرکت‌های بزرگ سازندهٔ ماشین تحریر عبارت بودند از رمینگتون و پسران، آی‌بی‌ام، امپریال تایپ‌رایترز، شرکت ماشین‌تحریر الیور، اُلیوِتی، اسمیت کورونا و شرکت آندروود.
گابریل گارسیا مارکز، نویسندهٔ نامدار کلمبیایی و خالق رمان صد سال تنهایی، از ماشین تحریر به‌عنوان «اسلحهٔ من» یاد می‌کرد. نویسندگان و هنرمندانی مانند وودی آلن، پل استر و مارتین اسکورسیزی هنوز هم با ماشین تحریر نوشته‌های خود را می‌نویسند.

## تاریخچه

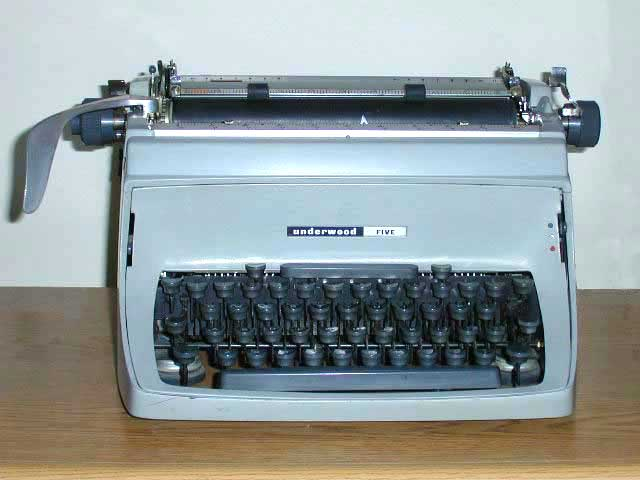
ماشین‌های تحریر مکانیکی مانند این ماشین تحریر شرکت آندروود برای مدت‌های مدید، استاندارد مراکز دولتی، خبرگزاری‌ها و دفاتر بودند. این نوع ماشین‌های تحریر در دهه ۱۹۶۰ با نمونه‌های الکتریکی و سپس در دهه ۱۹۷۰ و ۱۹۸۰ با سیستم‌های رایانه جایگزین شدند.

اولین سیستم تایپ جهان توسط هنری میل در سال ۱۷۱۴ ابداع شد که نمونه‌ای از آن به جای نمانده و تمامی طرح‌های این ماشین ابتدایی نیز مفقود شده‌است. در سال ۱۸۲۹ ویلیام بارت ماشین چاپی را با نام تایپوگراف ارائه کرد که با موفقیت مواجه نشد. سر انجام کریستوفر لتم شولز به همراه دو تن از همکارانش به نام‌های کارلوس گلیدن و ساموئل سول، ماشین تحریر خود را در سال ۱۸۶۷ تکمیل کردند و پس از دریافت امتیاز، شولز پروانه تولید ابداع خود را در ایالات متحده آمریکا به ثبت رساند و اولین ماشین تحریر تجاری با نام رمینگتون مدل ۱ در سال ۱۸۷۳ وارد بازار شد. ایده تولید این ماشین بر اساس اصول ماشین چاپ متحرک گوتنبرگ، طراحی شد در این شیوه از چاپ، جوهر با استفاده از فشار بر روی کلیشه به کاغذ منتقل می‌شد و شولز نیز با الهام از این شیوه، ماشین تحریر خود را بر مبنای ضربه زدن کلیدهای ماشین بر روی نواری سیاه رنگ و جوهری ابداع کرد. توماس ادیسون نیز در ابداع ماشین تحریر نقش داشته‌است. وی در سال ۱۸۷۲ ماشین تحریر الکتریکی را ابداع کرد که تا سال ۱۹۵۰ هیچ استفاده‌ای از آن نشد و این ابداع تقریباً ناشناخته باقی ماند.
مارک توین نخستین نویسنده‌ای بود که با مدل‌های اولیه ماشین تحریر شرکت رمینگتون، کتاب زندگی بر روی می‌سی‌سی‌پی را نوشت و به ناشرش تحویل داد.
رمینگتون از سال ۱۸۷۴ به دلیل افت تقاضا برای اسلحه بعد از پایان جنگ داخلی در آمریکا به تولید ماشین تحریر روی آورد. چینش کلیدهایش معیار شد، به گونه‌ای که صفحه‌کلید کامپیوترهای کنونی هم تقریباً مشابه آن است. در این صفحه کلید دقت شده حروفی که بیشتر استفاده می‌شوند در کنار هم قرار نگیرند. ظاهراً تلاش مارکز برای ایجاد قرینه میان ماشین تحریر و اسلحه بی‌مورد هم نبوده‌است! معروف شدن رمان مارک توین به تبلیغی برای ماشین تحریر رمینگتون بدل شد در حالی که خود توین نمی‌خواست که استفاده از ماشین تحریر در نوشتن «زندگی روی می‌سی‌سی‌پی» زیاد علنی شود.

## ماشین تحریر به زبان فارسی

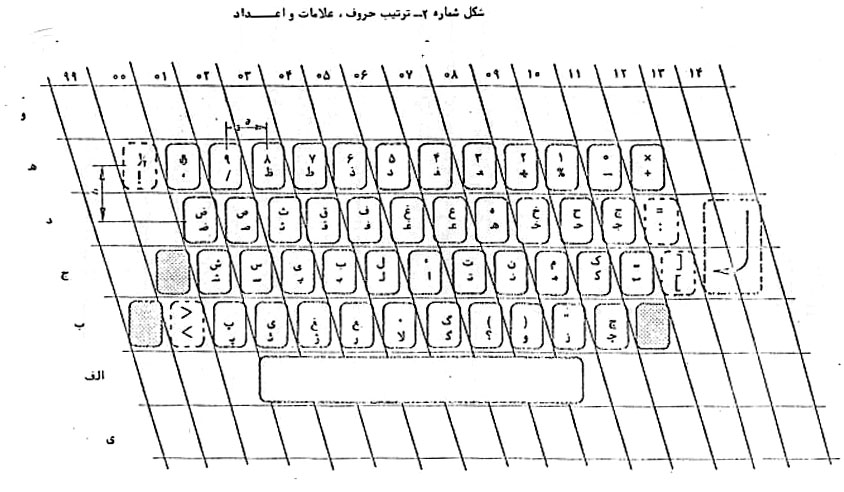
صفحه کلید فارسی ماشین تحریر بر اساس استاندارد ایزیری ۸۲۰

در ابتدا ماشین تحریر برای زبان عربی اقتباس گردید که با روش کاملاً غیرمنطقی و غیرعلمی حروف عربی بر روی کلیدها پراکنده شده‌بودند و در نهایت همان ماشین تحریرها را با افزودن حروف مخصوص فارسی به ایران وارد شدند که نتیجهٔ کار باعث شد صفحه کلیدهای فارسی وارد شده به ایران برای زبان فارسی مناسب نباشند.
چون استاندارد کردن تعداد و شکل حروف و اعداد و علامات در ماشین‌های تحریر فارسی ضروری بود در سال ۱۳۵۲ کمیسیونی از نمایندگان تولیدکنندگان و مصرف‌کنندگان و برخی اشخاص ذی‌علاقه و خبره تشکیل شد و پس از بررسی‌های جامعی که دربارهٔ این موضوع به عمل آوردند تصمیم گرفتند که اولاً حداقل تغییرات ممکن را در ترتیب حروف و اعداد و علامات به عمل آورند تا تایپیست‌هایی که به حروف سابق عادت کرده‌اند دچار سردرگمی نشوند و تعویض سنگین ماشین‌های تحریر موجود به مردم و دولت تحمیل نشود و همچنین حروف، علامات و اعداد در ماشین‌های تحریر فارسی از نظر تعداد، شکل و ترتیب، استاندارد شوند تا کلیه ماشین‌های تحریر که به صورت تجاری وارد کشور می‌شوند از جهات مذکور یکنواخت گردند که در نهایت استاندارد صفحه کلید ایزیری ۸۲۰ شکل گرفت.

## نابودکننده بخشی از هویت انسان‌ها
نویسندگان و شاعرانی مانند بنیامین نگران از بین‌رفتن نسخه خطی به عنوان نشانه‌ای از تمایز هویتی بودند و دغدغه زایل‌شدن شخصیت هر دستخط در نوشته‌ها و مکتوبات را داشتند؛ یعنی نوشتن با این دستگاه‌های جدید بیش از پیش از بروز فردیت در دوران قلم دور می‌شود.
فریدریش نیچه فیلسوف آلمانی نیز از جمله کسانی بود که از ماشین تحریر استفاده می‌کرد. به دلیل محدودیت‌های ماشین تحریر، نیچه عملاً با آن کلمات قصار تلگرافی می‌نوشت نه زنجیره‌ای به هم‌بافته از استدلالات فکری و فلسفی. او بر این باور بود که دستگاه تحریر بر فکر ما هم تأثیر می‌گذارد.

## تأثیر در رشد زنان
زنان از رهگذر رواج کاربرد ماشین تحریر بیش از پیش به بازار کار وارد شدند. هر چند که در ابتدا شغل ماشین‌نویسی محمل تازه‌ای برای تحقیر زنان بود که «تنها به درد چنین کارهایی می‌خورند».
زنانه‌شدن شغل ماشین‌نویسی در اوایل و اواسط دوران رواج عمومی ماشین تحریر، که جنبه تازه‌ای از نوع نگاه تبعیض‌آمیز به زنان بود، کار را حتی به آنجا رساند که بسیاری از مدل‌های ماشین‌های تحریر نام زنانه یافتند: «اریکا»، «مونیکا دو لوکس»، «گابریلا».
با این همه، کار با ماشین تحریر به رغم همه تبعیض‌ها و تحقیرها سبب شد که زنان بیش از پیش وارد جهان کار شوند و تبعید آنها به کنج خانه بیش از پیش ترک بردارد.
رمان سرنوشت‌های پشت ماشین تحریر نوشته آنیتا بروک (۱۹۳۰)، که با نام "اشکها و لبخندها (خانم ماشین نویس)" به فارسی ترجمه شده، شرحی گیرا از رنج زنان در کار با ماشین تحریر به دست داده‌است.

## بازگشت دوباره
به دلیل افشاگری‌های ادوارد اسنودن دربارهٔ جاسوسی آژانس امنیت ملی ایالات متحده آمریکا (NSA) در کامپیوترهای دنیا، شماری از سازمان‌های امنیتی دنیا و حتی افراد حقیقی به خاطر ایمن‌کردن اسناد و آرشیوهایشان دوباره به فکر استفاده از ماشین‌های تحریر قدیمی و قطع ارتباط با جهان دیجیتال افتاده‌اند. به همین دلایل، تقاضا برای دستگاهی‌که با شتاب رو به منسوخ‌شدن کامل می‌رفت دوباره بالا گرفته‌است. شرکت‌هایی مانند المپیا و تریومپف‌آدلر در اروپا که هنوز خط تولید محدود ماشین‌های تحریر خود را در آسیا سرپا نگه داشته‌اند حالا دوباره در فکر گسترش تولید آن هستند.

## فناوری‌های اصلاحی
برای دقت به اندازه سرعت بها داده می‌شد . در حقیقت، به سرعت تایپ همانطوری که در آزمون‌های مهارت و رقابت‌های سرعت تایپ کردن امتیاز داده می‌شد، شامل کسر ده کلمه در ازای هر اشتباه بود. البته، اصلاحات ضروری بود و روش‌های زیادی معرفی شد.

## نگارخانه

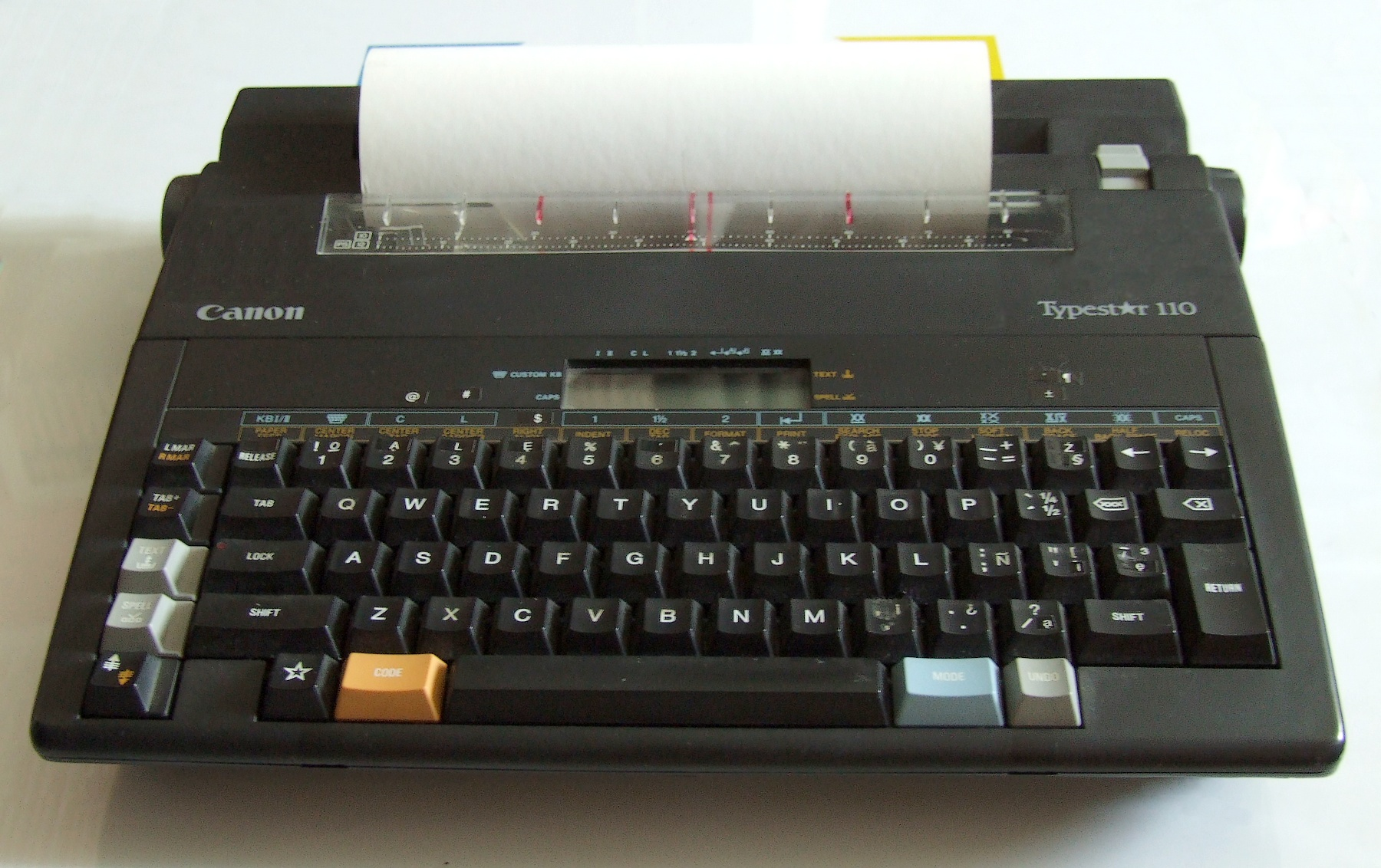
ماشین‌تحریر الکترونیکیِ کانن، مدل ۱۹۸۹؛ تولید این نوع ماشین‌تحریر، آخرین مرحله از فن تایپ دستی (تحریر مکانیکی) بود.
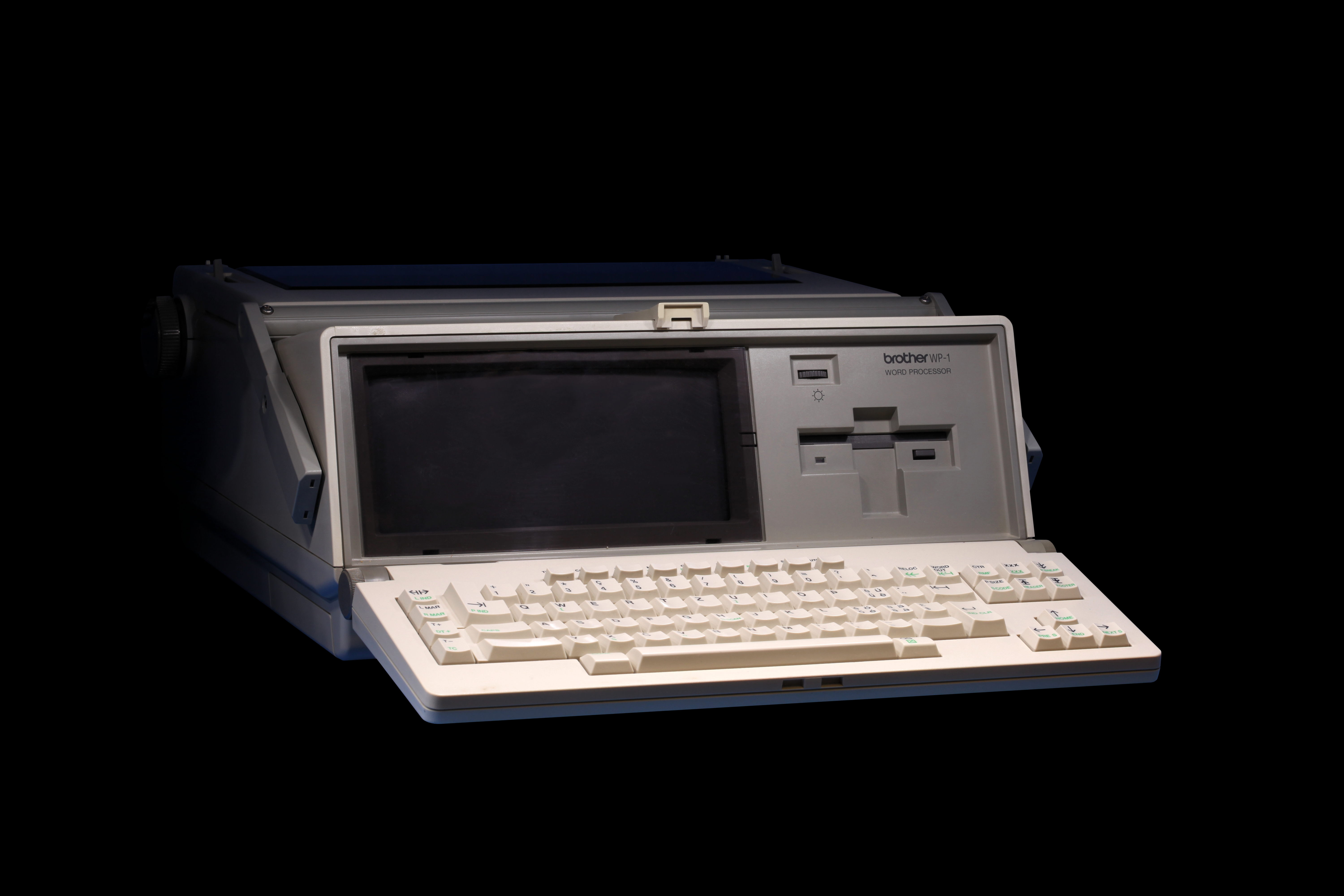
ماشین‌تحریر الکترونیکی مدلِ Brother WP1-IMG 1750، مجهز به نمایشگر کوچک و فلاپی‌خوان

## ثبت اختراع
- US79265—ماشین‌تحریر
- US349026—نوار ماشین‌تحریر

## لینک‌ها
- موزه ماشین‌های اداری سفیر

- مؤسسه جمع‌آوری ماشین‌تایپ‌های اولیه
- ماشین‌تایپ‌های عتیق مارتین هوارد
- حقایقی شگفت‌آور در مورد اختراع ماشین تحریر.